# Kanton Genlis
Kanton Genlis (francouzsky Canton de Genlis) je francouzský kanton v departementu Côte-d'Or v regionu Burgundsko. Tvoří ho 27 obcí.

## Obce kantonu
- Aiserey
- Beire-le-Fort
- Bessey-lès-Cîteaux
- Bretenière
- Cessey-sur-Tille
- Chambeire
- Collonges-lès-Premières
- Échigey
- Fauverney
- Genlis
- Izeure
- Izier
- Labergement-Foigney
- Longchamp
- Longeault
- Longecourt-en-Plaine
- Magny-sur-Tille
- Marliens
- Pluvault
- Pluvet
- Premières
- Rouvres-en-Plaine
- Tart-l'Abbaye
- Tart-le-Bas
- Tart-le-Haut
- Thorey-en-Plaine
- Varanges